# (74312) 1998 UO6
(74312) 1998 UO6 – planetoida z pasa głównego asteroid okrążająca Słońce w ciągu 4 lat i 295 dni w średniej odległości 2,85 j.a. Została odkryta 21 października 1998 roku w Obserwatorium Kleť.